# La Paz Aeroclub
La Paz Aeroclub är en flygplats i Argentina.   Den ligger i provinsen Entre Ríos, i den centrala delen av landet, 400 km norr om huvudstaden Buenos Aires. La Paz Aeroclub ligger 70 meter över havet.
Terrängen runt La Paz Aeroclub är platt. Närmaste större samhälle är La Paz, 6,9 km väster om La Paz Aeroclub.
Trakten runt La Paz Aeroclub består i huvudsak av gräsmarker. Runt La Paz Aeroclub är det glesbefolkat, med 10 invånare per kvadratkilometer.